# Grigorij Orlov
Grof Grigorij Grigorijevič Orlov (Григо́рий Григо́рьевич Орло́в) (1734–1783) je bil favorit Katarine Velike Ruske, ki je verjetno rodila njegovega sina. Vodil je državni udar, ki je odstavil Katarininega moža Petra III., in Katarino postavil za carico. Nekaj let je bil praktično z njo sovladar, vendar je njegova večkratna nezvestoba in sovraštvo Katarininih drugih svetovalcev privedle do njegovega padca z oblasti.

## Petrovo strmoglavljenje
Orlov je bil sin Gregorja Orlova, guvernerja Velikega Novgoroda. Imel je mlajšega brata Alekseja Grigorijeviča Orlova, ki si je v Rusiji enakovredno pridobil vojaški in politični pomen. Grigorij Orlov se je šolal v korpusu kadetov v Sankt Peterburgu, svojo vojaško kariero je začel v sedemletni vojni in bil ranjen v bitki pri Zorndorfu. Medtem ko je v prestolnici služboval kot topniški častnik, se je ujel s takratno veliko vojvodinjo Katarino Aleksejevno in bil vodja zarote, ki je povzročila uničenje in smrt njenega moža, carja Petra III. (1762).
Po dogodku ga je carica Katarina dvignila v grofovski čin in ga postavila za general polkovnika inženircev in général en chefa (rusko генера́л-анше́ф). Imela sta nezakonskega sina Alekseja, ki so ga poimenovali po vasi Bobriki in od katerega je linija grofa Bobrinskega. Orlov vpliv je postal najpomembnejši po odkritju zapleta v Hitrovu, ko naj bi umorili vso družino Orlov. Nekoč se je cesarica domislila, da bi se poročila s svojim favoritom, a je načrt zmotil njen vplivni svetovalec Nikita Panin.

## Leta moči
Orlov ni bil državnik, vendar je imel hitro pamet, dokaj natančno spoštovanje trenutnih dogodkov in je bil koristen in naklonjen svetovalec v času zgodnjega vladanja Katarine II.. Vstopil je z navdušenjem, tako iz domoljubnih kot ekonomskih motivov, v vprašanje izboljšanja stanja kmetov in njihove delne emancipacije. Kot predsednik društva Prosto gospodarsko društvo za spodbujanje kmetijstva in živinoreje je bil tudi njihov najpomembnejši zagovornik v veliki komisiji iz leta 1767 (Nakaz ali Navodilo Katarine Velike – Komisije za pripravo novega kodeksa), čeprav je ciljal predvsem na ugajanje carici, ki je v svojih zgodnjih letih imela velik vpliv na liberalnost.
Bil je eden najzgodnejših propagandistov slavjanofilske ideje o emancipaciji kristjanov izpod osmanske vladavine. (Slavjanofilija je bilo intelektualno gibanje, ki izvira iz 19. stoletja, in je želelo, da se Ruski imperij razvije na vrednotah in institucijah, ki izhajajo iz njegove zgodnje zgodovine. Slavofili so nasprotovali vplivom zahodne Evrope v Rusiji.) Leta 1771 so ga poslali kot prvega pooblaščenca Rusije na mirovni kongres v Focşani, Romunija, vendar v svoji misiji ni uspel, deloma zaradi trdoživosti Osmanov, deloma pa (po Paninu) zaradi lastne nezaslišane nesramnosti.

## Padec
Medtem so Orlovi sovražniki, ki jih je vodil Panin, poskušali prekiniti odnos med Orlovom in Katarino. Carico so obvestili, da je Orlov zapeljal svojega 13-letnega sorodnika. Čudovit mlad častnik Aleksander Vasilčikov je bil postavljen kot njen novi ljubimec.
Da bi ponovno opozoril na Katarinino naklonjenost, ji je Grigorij predstavil enega največjih diamantov na svetu, poznan od nekdaj kot Orlov diamant. Ko se je - brez dovoljenja - vrnil v svojo Marmorno palačo v Sankt Peterburgu, se je Orlov znašel pred caričinim mlajšim favoritom Grigorijem Potemkinom. Ko je Potemkin leta 1774 nadomestil Vasilčikova kot caričin ljubimec, Orlov na dvoru ni bil dobrodošel in je za nekaj let odšel v tujino. V Rusijo, v Moskvo, se je vrnil nekaj mesecev pred smrtjo leta 1783.

## Poznejša leta in smrt
Leta 1777 se je pri 43 letih poročil s svojo 18-letno sorodnico Katarino Zinovjevo, ki jo viri različno označujejo kot nečakinjo ali sestrično, vendar v tej zakonski zvezi ni imel otrok. Katarina je umrla zaradi tuberkuloze leta 1781, v starosti 23 let, v Lozani v Švici. Njena grobnica, iz katere so leta 1910 odstranili truplo, še danes ostaja v stolnici Notre-Dame v Lozani.
Nekaj pred smrtjo je trpel za hudo duševno boleznijo, verjetno obliko demence, ki je napredovala v popolni duševni kolaps. Carica Katarina je po njegovi smrti zapisala: »Čeprav sem že dolgo pripravljena na ta žalostni dogodek, me je vseeno pretreslo do globine mojega bivanja. Ljudje me lahko tolažijo, morda celo ponavljam vse tiste stvari, ki so običajno ob takšnih priložnostih - moj edini odgovor so zadušene solze. Neznosno trpim«.

## Nagrade, naslovi, priznanja
- Grof Ruskega cesarstva (od 1762) in najsvetlejši knez Ruskega cesarstva (od 1772),
- General-Anšef (1764),
- General-Feldzeichmeister (1765),
- generalni direktor nad utrdbami (1765),
- Njeno cesarsko veličanstvo general adjutant (1762),
- Šef konjiškega gardijskega korpusa (1765),
- senator
- komornik (1762),
- Podpolkovnik reševalnega konjiškega polka (1764),
- Urad skrbništva zunanjega predsednika (1763),

Ruska odlikovanja: 
- Orden svetega Andreja Prvopoklicanega (1763),
- Orden svetega Aleksandra Nevskega (28. junij 1762),
- Orden sv. Vladimirja I stopnje,
- Orden svete Ane, kavalir.